# سنداگایا

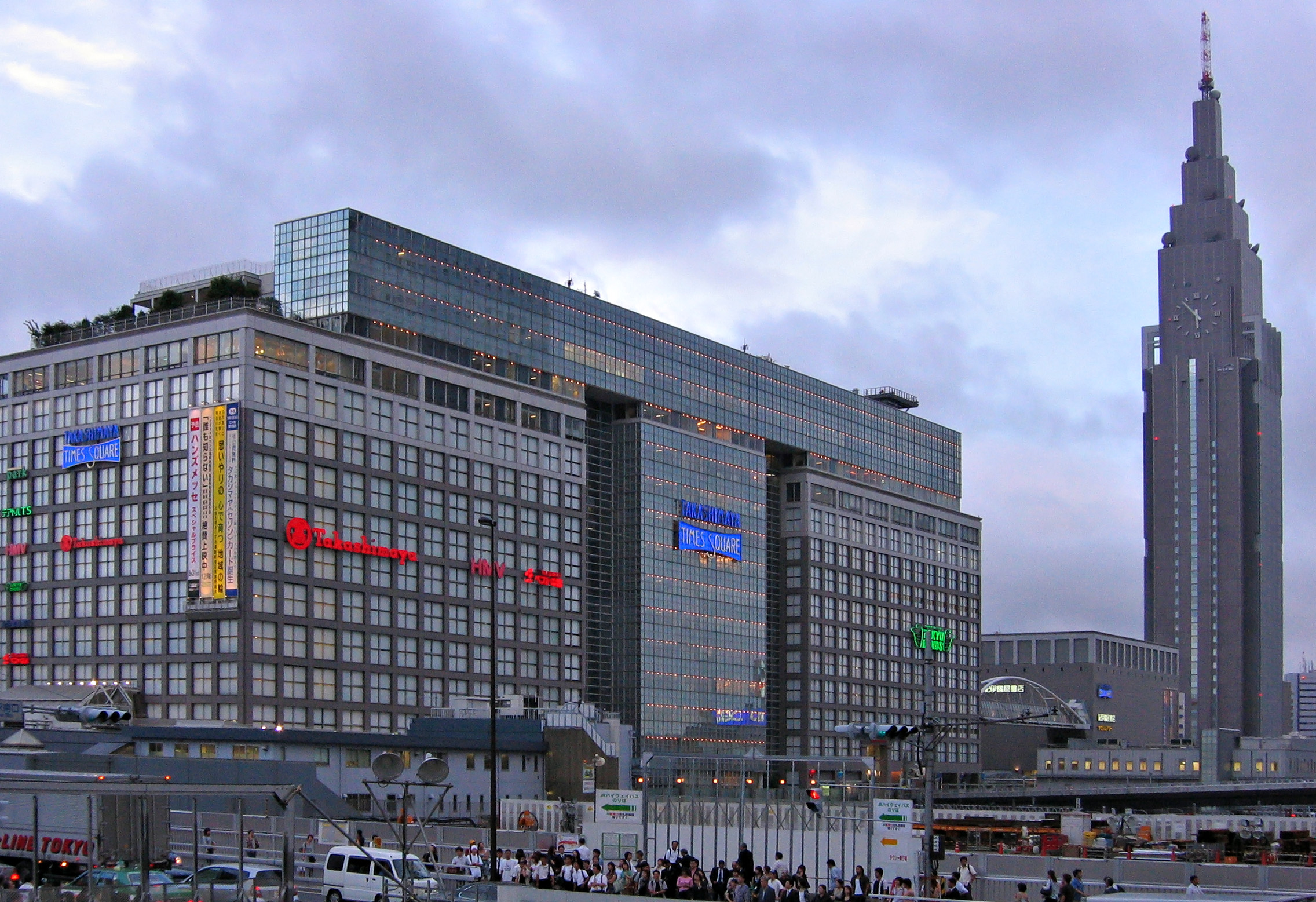
فروشگاه تاکاشیما تایم اسکوئر و در سمت چپ آن آسمانخراش ان‌تی‌تی دوکومو یویوگی واقع در سنداگایا

سنداگایا (به ژاپنی: (千駄ヶ谷, Sendagaya) یکی از محله‌های توکیو پایتخت ژاپن است که در شمال شرقی منطقهٔ شیبویا واقع شده‌است. در شمال آن شینجوکو و شرق یویوگی قرار دارد. این محله به ۶ محلهٔ کوچکتر تقسیم می‌شود. در سال ۲۰۱۰ میلادی جمعیت ساکن در این محله ۸٬۶۶۱ نفر بوده‌است.
- در منطقهٔ ۱ ورزشگاه متروپولیتن توکیو قرار دارد.
- در منطقهٔ ۵ فروشگاه تاکاشیما تایم اسکوئر و آسمانخراش ان‌تی‌تی دوکومو یویوگی قرار دارد.
- در منطقهٔ ۶ در شمال شرقی این محله به پارک شینجوکو گیوئن و از طرف شرق با پارک میجی جینگو گایئن اتصال دارد.

## ایستگاه راه‌آهن
- جی آر، خط چوئو-سوبو، ایستگاه سنداگایا

## نگارخانه

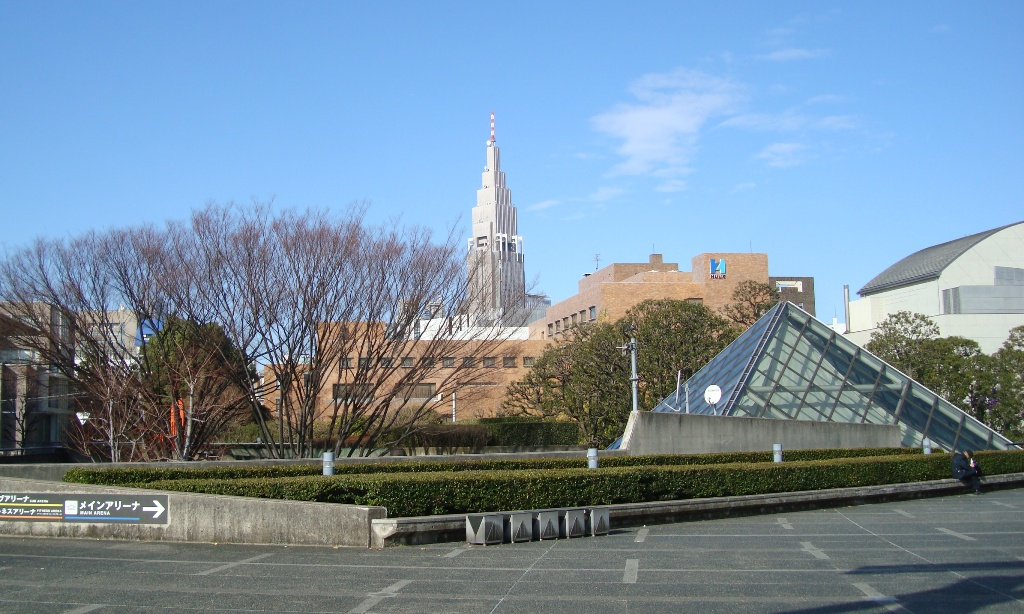
سنداگایا از زاویهٔ ورزشگاه متروپولیتن توکیو
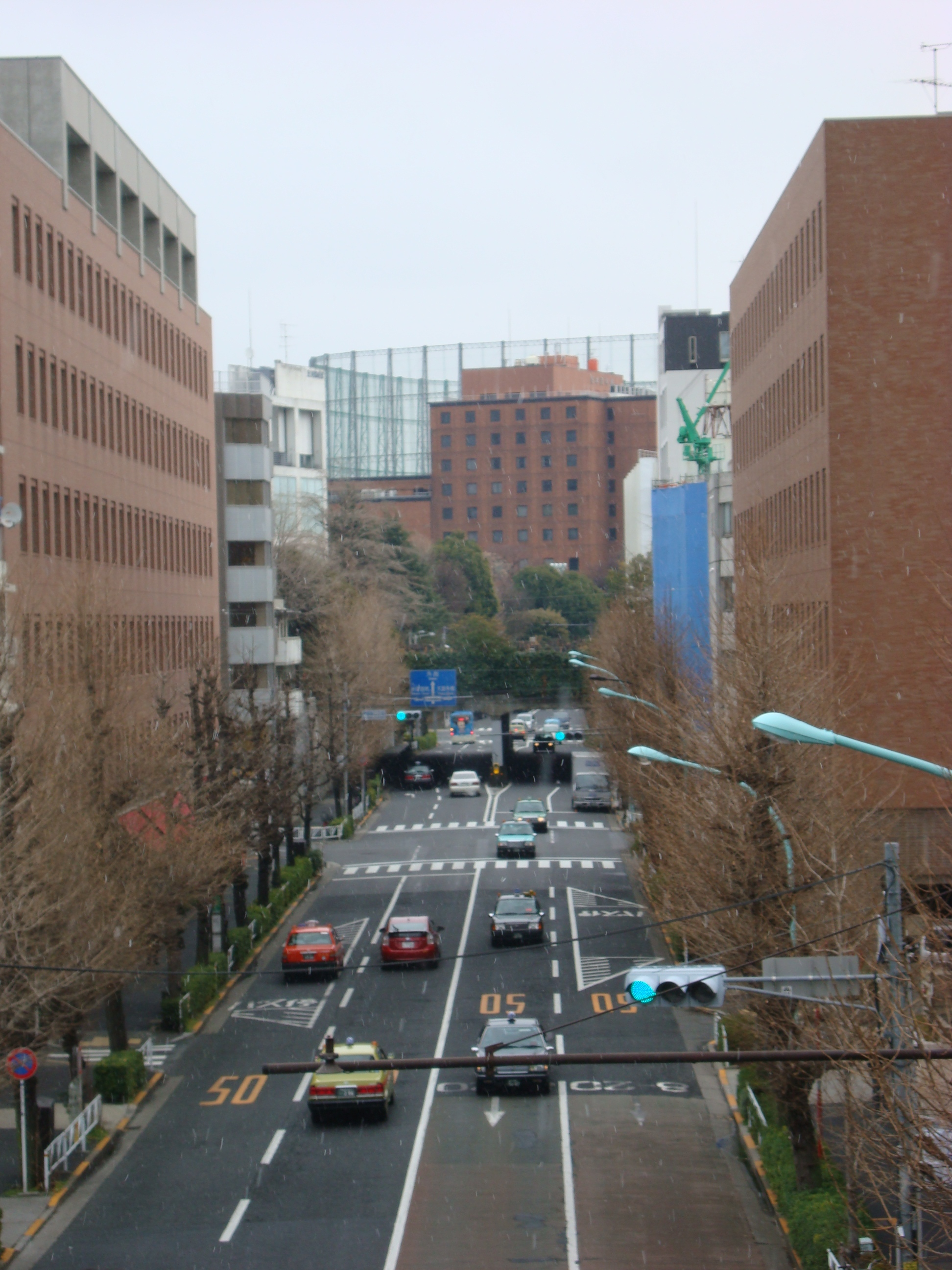
منطقه دوم سنداگایا
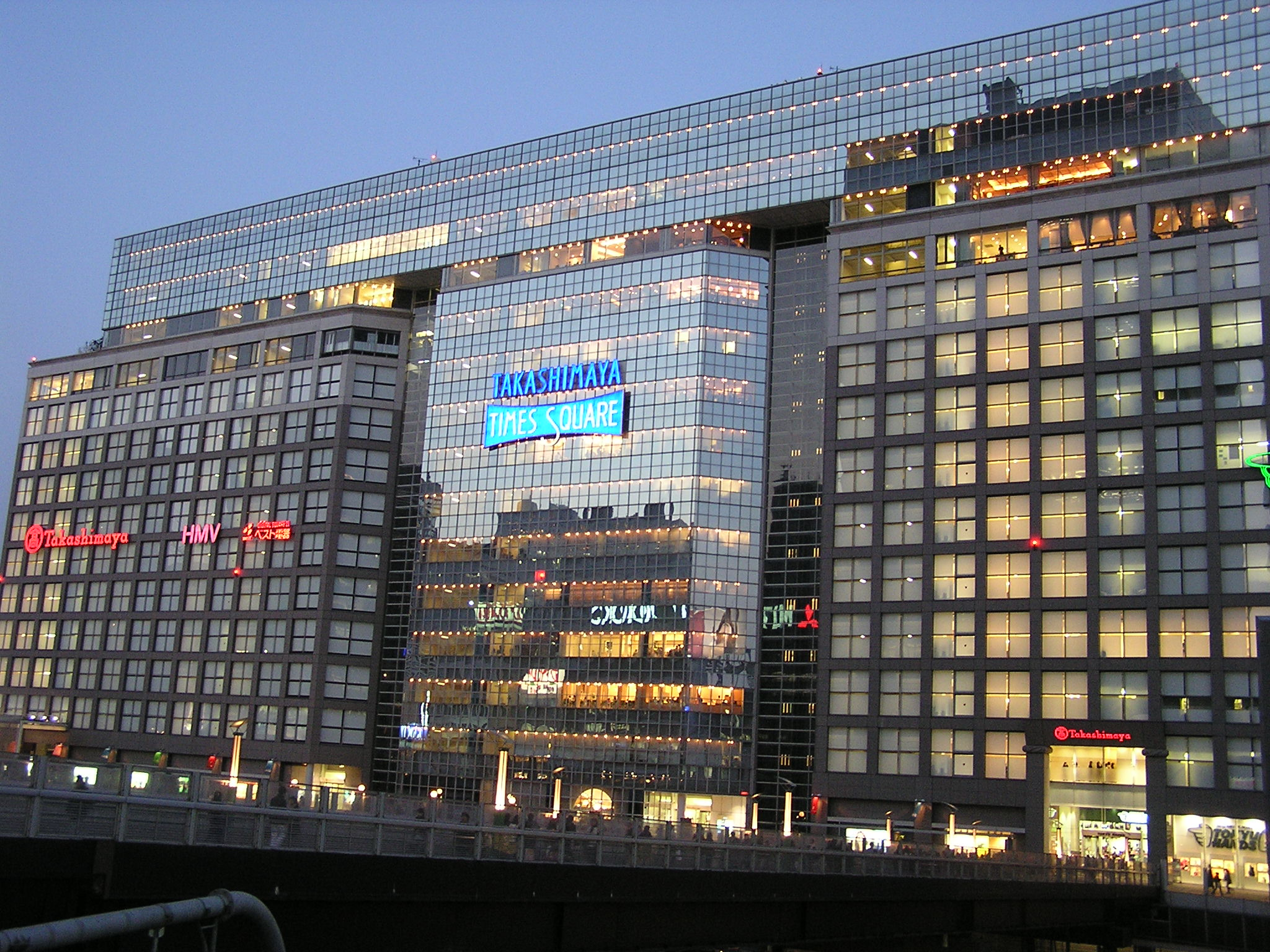
فروشگاه تاکاشیمایا